# Hulstina inconspicua
Hulstina inconspicua är en fjärilsart som beskrevs av George Duryea Hulst 1896. Hulstina inconspicua ingår i släktet Hulstina och familjen mätare. Inga underarter finns listade i Catalogue of Life.